# Sybra stigmatica
Sybra stigmatica là một loài bọ cánh cứng trong họ Cerambycidae.